# Monroe (Iowa)
Monroe é uma cidade localizada no estado americano de Iowa, no Condado de Jasper.

## Demografia
Segundo o censo americano de 2000, a sua população era de 1808 habitantes.
Em 2006, foi estimada uma população de 1831, um aumento de 23 (1.3%).

## Geografia
De acordo com o United States Census Bureau,  tem uma área de
4,4 km², dos quais 4,4 km² cobertos por terra e 0,0 km² cobertos por água. Monroe localiza-se a aproximadamente 282 m acima do nível do mar.

## Localidades na vizinhança
O diagrama seguinte representa as localidades num raio de 20 km ao redor de Monroe.